# Maurice Blitz
Maurice Jean Blitz (* 28. Juli 1891 in Paris, Frankreich; † 2. Februar 1975 in Antwerpen) war ein belgischer Wasserballspieler.

## Karriere
Blitz nahm 1920 erstmals an Olympischen Spielen teil. In Antwerpen erreichte er mit der belgischen Nationalmannschaft den zweiten Rang und sicherte sich somit Silber. Vier Jahre später gelang bei den Spielen in Paris ein erneuter Silbermedaillengewinn. Später wurde er Schiedsrichter im Wasserball und leitete so unter anderem das Finale des Wasserballwettbewerbs bei den Olympischen Spielen 1928. Auch im belgischen olympischen Komitee und im nationalen Schwimmverband war der Sportler tätig. 1948 gründete er den Sportverein Zwemclub Scaldis in Antwerpen.
Sein Bruder Gérard Blitz war vierfacher olympischer Teilnehmer und Medaillengewinner. Sein Sohn Gérard Blitz engagierte sich im französischen Widerstand gegen die Nationalsozialisten und gründete 1950 den Club Méditerranée, das erste Resort auf Mallorca.